# Número de Descartes
En teoría de números, un número de Descartes es un número impar que hubiera sido un número perfecto si uno de sus factores compuestos se considerase como si fuera un número primo. Llevan el nombre de René Descartes (1596-1650), quien observó que el número D = 32⋅72⋅112⋅132⋅22021 = (3⋅1001)2 ⋅ (22⋅1001 − 1) = 198585576189 sería un número perfecto impar solo si 22021 fuera un número primo, ya que la suma de sus divisores para D cumpliría, si 22021 fuera primo, la condición de que
{\displaystyle {\begin{aligned}\sigma (D)&=(3^{2}+3+1)\cdot (7^{2}+7+1)\cdot (11^{2}+11+1)\cdot (13^{2}+13+1)\cdot (22021+1)\\&=(13)\cdot (3\cdot 19)\cdot (7\cdot 19)\cdot (3\cdot 61)\cdot (22\cdot 1001)\\&=3^{2}\cdot 7\cdot 13\cdot 19^{2}\cdot 61\cdot (22\cdot 7\cdot 11\cdot 13)\\&=2\cdot (3^{2}\cdot 7^{2}\cdot 11^{2}\cdot 13^{2})\cdot (19^{2}\cdot 61)\\&=2\cdot (3^{2}\cdot 7^{2}\cdot 11^{2}\cdot 13^{2})\cdot 22021\\&=2D\end{aligned}}}
donde se ignora el hecho de que 22021 es un número compuesto (22021 = 192 ⋅ 61).
Un número de Descartes se define como un número impar n = m ⋅ p donde m  y p  son números coprimos y 2n = σ(m) ⋅ (p + 1), de donde p se toma como un primo 'falso'. El ejemplo dado es el único conocido actualmente.
Si m es un número casi perfecto impar, es decir, si σ(m) = 2m − 1 y 2m − 1  se toman como un primo 'falso', entonces n = m ⋅ (2m − 1) es un número de Descartes, ya que σ(n) = σ(m ⋅ (2m − 1)) = σ(m) ⋅ 2m = (2m − 1) ⋅ 2m = 2n. Si 2m − 1 fuera primo, n sería un número perfecto impar.

## Propiedades
Banks et al. demostraron en 2008 que si n es un número de Descartes entero libre de cuadrados y no divisible por {\displaystyle 3}, entonces n tiene más de un millón de divisores primos distintos.

## Generalizaciones
John Voight generalizó los números de Descartes permitiendo bases negativas. Encontró el ejemplo {\displaystyle 3^{4}7^{2}11^{2}19^{2}(-127)^{1}}. El trabajo posterior de un grupo en la Universidad Brigham Young encontró más ejemplos similares al localizado por Voight.